# محمد فوفانا (بازیکن فوتبال، زاده مارس ۱۹۸۵)
محمد فوفانا (انگلیسی: Mohamed Fofana؛ زادهٔ ۷ مارس ۱۹۸۵) بازیکن فوتبال اهل فرانسه است.
از باشگاه‌هایی که در آن بازی کرده‌است می‌توان به باشگاه فوتبال استاد رنس و باشگاه فوتبال تولوز اشاره کرد.
وی همچنین در تیم ملی فوتبال مالی بازی کرده‌است.